# 久保幸江
久保 幸江（くぼ ゆきえ、1924年〈大正13年〉1月24日 - 2010年〈平成22年〉9月8日）は、日本の女性歌手。
本名は篠原 幸江（しのはら ゆきえ）。芸者経験はないが、芸者風歌手として活動した。

## 経歴

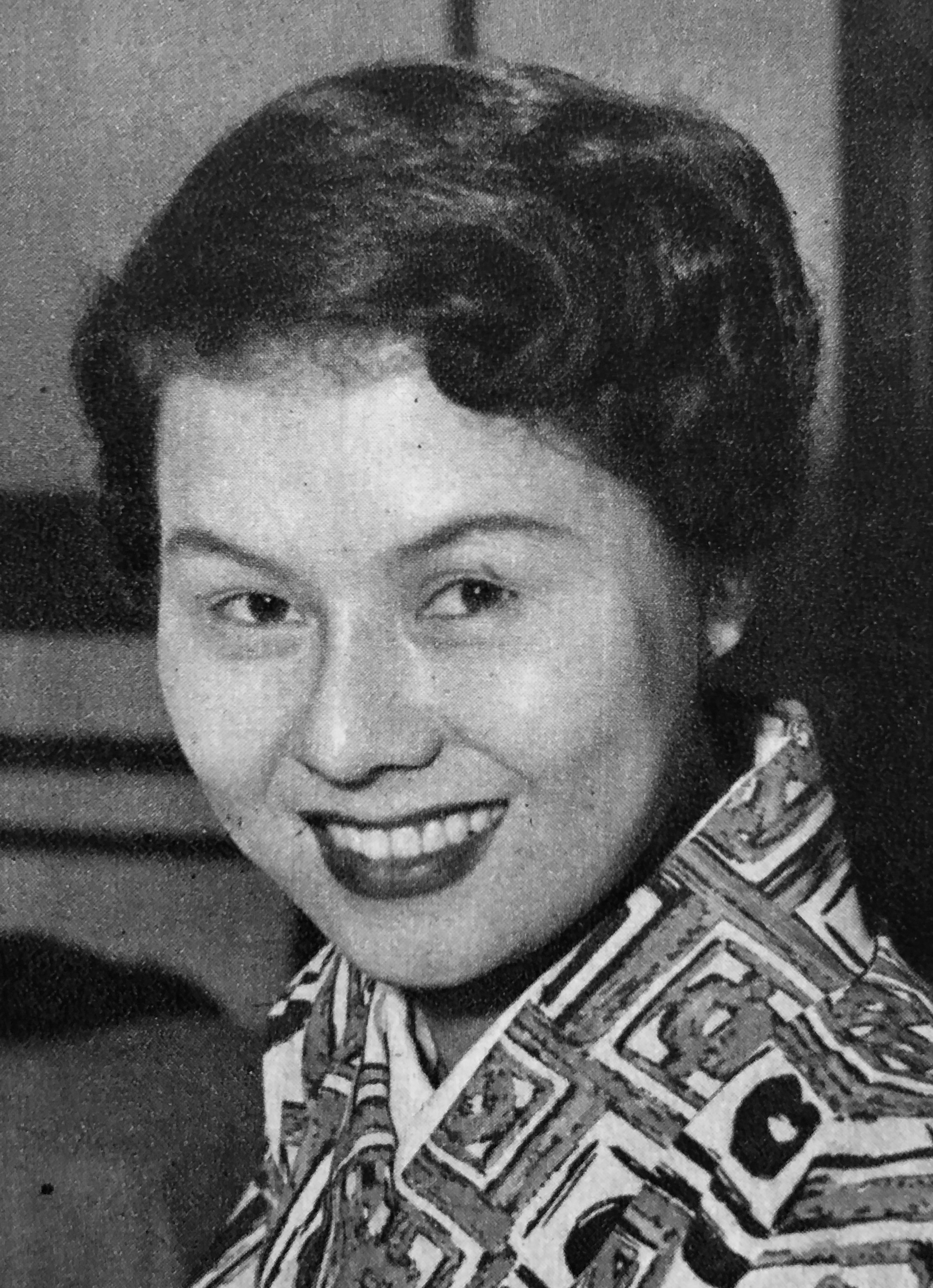
1954年

1924年（大正13年）、日本統治下の台湾・屏東市で生まれる。
1942年（昭和17年）屏東高等女学校を卒業後、家族とともにシンガポールに移る。当時のシンガポールは日本占領下にあり昭南島と称していたが、家族はそこで日本軍相手の料亭を開いていた。久保はこの店で好きな流行歌を歌い、また軍の慰問にも赴き、歌を歌っていたという。
1946年（昭和21年）、日本に引き揚げた後、翌1947年（昭和22年）、日本コロムビア社の新人歌手募集の新聞広告を見て応募、1500人の応募者の中から合格した。
1948年（昭和23年）、「千鳥なぜ啼く」でデビューしたが不発に終わる。民謡を歌謡曲風にアレンジした2曲目の「おこさ節」も市井の注意を引かないまま終わったが、民謡もうまくこなせる新人として社内で注目を集めた。
ところで、このころ古賀政男は「炭坑節」に興味を持っていた。古賀はこれをさらに都会的な宴会ソングに仕立て上げ、1949年（昭和24年）、「トンコ節」として久保と楠木繁夫のデュエットとして発売させた。当初はさっぱり売れなかったが、都内、地方を問わずあらゆる営業先のステージで幾度となく一人で歌いまくったため、じわじわと売上が伸び、翌1950年（昭和25年）、新人歌手加藤雅夫と共に吹き込んだ新しい「トンコ節」が彼女の運命を決定づけるほどの大ヒット曲となった。それは松竹をして映画「初恋トンコ娘」（監督・斎藤寅次郎。柳家金語楼、川田晴久他、久保自身も出演。1951年4月20日封切）を製作せしめるほどであった。当時の人気投票では、美空ひばりを抑え一位になったこともあった。
以後は1951年（昭和26年）発売の「ヤットン節」（30万枚の大ヒット）や、「パチンコ人生」、コミックソング「旅は楽しいシュッポッポ」などヒット曲を放ち、1952年（昭和27年）にはNHK紅白歌合戦に出場した。1955年（昭和30年）、日本舞踊の名取になるため、コロムビアを退社。
しかしコロムビアの敵社である日本ビクターから再三カムバックの誘いを受けたため、1957年（昭和32年）9月、『靖國の母(詩吟入り)』で歌手復帰。1960年（昭和35年）にはブラジル公演を行い、その際に録音したLPレコード「久保幸江の南北みやげ」も発売している。しかし、外交員と結婚し、同年12月に再び引退した。
1969年(昭和44年)、NHKのテレビ番組『第1回思い出のメロディー』で久々に歌ったことや、渡辺はま子の勧めもあり本格的に歌手活動を再開。しかし1973年（昭和48年）、甲状腺手術中の医療ミスによって声帯を一本切除されてしまう。懸命なリハビリと治療のかいあって翌年には復帰した。1977年（昭和52年）、マリモスレコードに入社。リハビリの末アルバムやシングルを発売している。
その後は神奈川県内で歌謡教室を開きながら、テレビの懐メロ番組や舞台などに出演。1998年（平成10年）にはデビュー50周年を迎え、新曲『女の人生花ざかり』と代表曲『トンコ節』を古巣のコロムビアから発売。精力的に歌手活動を続けてきたが2003年（平成15年）に体調を崩す。一度は復帰し、同年12月に新曲『ふるさと府中』を発表したが、2005年（平成17年）を最後に表舞台を退いた。
その後は東京都内の老人施設に入所。施設によると「みんなにせがまれるとよく歌っていた」という。2010年（平成22年）9月7日未明、東京都内の老人施設で突然意識を失い、病院に搬送。翌8日に心不全のため死去。86歳没。久保の死去は2年後の2012年（平成24年）になってから明らかにされた。

## 代表曲
- 『千鳥なぜ啼く』（1948年〈昭和23年〉）
- 『おこさ節』（1948年〈昭和23年〉）
- 『トンコ節』（共唱：楠木繁夫・1949年〈昭和24年〉、共唱：加藤雅夫・1950年〈昭和25年〉）
- 『月が出た出た』（共唱：霧島昇・1951年〈昭和26年〉）
- 『ヤットン節』（1951年〈昭和26年〉）
- 『五ツ木子守唄』（1951年〈昭和26年〉）
- 『パチンコ人生』（1951年〈昭和26年〉）
- 『チャンバラ節』（1952年〈昭和27年〉）
- 『トコトン節』（1952年〈昭和27年〉）
- 『旅は楽しいシュッポッポ』（1952年〈昭和27年〉）
- 『キューッと一杯』（1953年〈昭和28年〉）
- 『阿波踊り』（共唱：岡本敦郎・1954年〈昭和29年〉）
- 『野球拳』（共唱：高倉敏・1954年〈昭和29年〉）
- 『今度生まれたら』（1954年〈昭和29年〉）
- 『船頭可愛いや』（1955年〈昭和30年〉）
- 『靖國の母』（1957年〈昭和32年〉）
- 『月夜子守唄』（1957年〈昭和32年〉）
- 『雪の南部坂』（1957年〈昭和32年〉）
- 『ソーラン吹雪』（1958年〈昭和33年〉）
- 『温泉ぶし』（1958年〈昭和33年〉）
- 『おたまじゃくし』（1960年〈昭和35年〉）
- 『日本の母』（1977年〈昭和52年〉）
- 『サラリーマン節』（1977年〈昭和52年〉）
- 『徳島ばやし』（1977年〈昭和52年〉）
- 『女の人生華ざかり／トンコ節』（1998年〈平成10年〉）
- 『ふるさと府中』（2003年〈平成15年〉）

## NHK紅白歌合戦出場歴
| 年度/放送回              | 曲目       | 対戦相手 |
| ------------------------ | ---------- | -------- |
| 1952年（昭和27年）/第2回 | ヤットン節 | 鈴木正夫 |